# Masteria modesta
Masteria modesta är en spindelart som först beskrevs av Simon 1891.  Masteria modesta ingår i släktet Masteria och familjen Dipluridae. Inga underarter finns listade i Catalogue of Life.